# میترا شعبانیان
میترا شعبانیان (زادهٔ تهران) مربی والیبال اهل ایران است. وی بازیکن سابق و مربی فعلی تیم‌ملی والیبال ایران است.
وی والیبال باشگاهی را دهه ۱۳۶۰ و با تاثیرپذیری از فریبا حاجی‌ها بازیکن سابق باشگاه استقلال، آغاز کرد.

## افتخارات
از افتخارات وی می‌توان به قهرمانی لیگ والیبال ایران به عنوان مربی و قهرمانی لیگ والیبال تهران به عنوان بازیکن اشاره کرد.

### مربی‌گری
وی در لیگ ۱۳۹۶ با مربیگری تیم پیکان تهران توانست به مقام قهرمانی لیگ برتر برسد سهمیه حضور در رقابت‌های قهرمانی باشگاه‌های زنان آسیا در سال ۲۰۱۸ کسب کند. در لیگ ۱۳۹۵ نیز به همراه تیم بانک سرمایه به قهرمانی رسید.
در لیگ ۱۳۸۷ نیز به همراه سایپا تهران و در لیگ ۱۳۹۷ به همراه پیکان تهران به نائب قهرمانی لیگ رسید. او در رقابت‌های انتخابی المپیک ۲۰۲۰ توکیو مربیگری تیم‌ملی والیبال ایران را برعهده داشت.
در دی ۱۴۰۱ شعبانیان به عنوان سرمربی تیم ملی والیبال زنان عراق انتخاب شد. 

### بازیکنی
وی در دوره بازیکنی به همراه تیم استقلال در سال ۱۳۶۲ به قهرمانی لیگ والیبال تهران رسید.